# Ногинова, Татьяна Константиновна
Но́гинова Татья́на Константи́новна (род. 23 апреля 1967, Вологда) — российский художник театра и кино. Дважды лауреат Национальной театральной премии «Золотая Маска» за лучшую работу художника по костюмам в балетах «Золушка» Прокофьева (Пермский театр оперы и балета, 2017) и «Бахчисарайский фонтан» Асафьева (Самарский театр оперы и балета, 2021).

## Биография
Родилась в г.Вологда. В 1986 г. окончила Ярославское художественное училище, в 1993 г. — Ленинградский государственный институт театра, музыки и кинематографии им. Н. К. Черкасова по специальности художник-технолог по костюмам (постановочный факультет, кафедра техники и технологии сцены), в 2016-м — Санкт-Петербургский государственный университет промышленных технологий и дизайна, где изучала историю искусств и моды.
В 1991—2017 гг. работала в Мариинском театре: в 1991-93 г. была ассистентом художника по костюмам, в 1993-95 гг. — художником-технологом по костюмам, в 1995—2017 гг. — главным художником-технологом по костюмам.
Как художник по костюмам выпустила свыше девяноста спектаклей в драматических и музыкальных театрах.
Читает лекции по истории костюма и технологии изготовления театрального костюма в Академии русского балета им. А. Я. Вагановой, Санкт-Петербургском государственном академическом институте живописи, скульптуры и архитектуры им. И. Е. Репина при Российской академии художеств, в Центре научно-технической информации «Прогресс».

## Работы в постановках
- «Генералы в юбках» Ж. Ануя (1991 г.) — Театр-Буфф, Санкт-Петербург);
- «Кин IV» (1993 г.), «Чума на оба ваши дома!» (1997 г.) и «Королевские игры» (1998 г.) Г. Горина, «Веер леди Уиндермир» О. Уайльда (1999 г.) — Норильский Заполярный театр драмы имени В. В. Маяковского;
- «Поминальная молитва» Г. Горина (1994 г.) — Красноярский драматический театр им. А. С. Пушкина;
- «Антигона» Ж. Ануя (1995 г.) — Российский государственный академический Большой драматический театр имени Г. А. Товстоногова/ БДТ;
- Оперы «Катерина Измайлова» Д. Шостаковича (1994 г.), «Игрок» (1995 г.) и «Война и мир» (2000 г., совместная постановка с нью-йоркской Метрополитен-оперой) С. Прокофьева, «Борис Годунов» М. Мусоргского (2002 г., премьера на сцене театра Ла Скала, Милан), тетралогия «Кольцо нибелунга» Р. Вагнера (2002-03 гг.), «Чародейка» П. Чайковского (2003 г., при участии лиссабонского театра Сан-Карлуш), «Снегурочка» Н. Римского-Корсакова (2004 г.), «Мазепа» П. Чайковского (2006 г., совместная постановка с Метрополитен-оперой);
- Балеты «Баядерка» (2002 г., реконструкция), «Шинель» на музыку Д. Шостаковича (2006 г.), «Золотой век» Д. Шостаковича (2006 г.), «Медный всадник» Р. Глиэра (2016 г.) — Мариинский театр;
- Оперы «Турандот» Дж. Пуччини (2002 г.), «Огненный ангел» С. Прокофьева (2004 г.), балет «Коппелия» Л.Делиба (2009 г.) балет «Симфония До Мажор» 2019, балет «Сделано в Большом» 2022, балет «Ромео и Джульетта» С. Прокофьева (2024) — Большой театр России;
- Оперы «Любовь к трем апельсинам» С. Прокофьева (Опера Сиднея, Австралия, 2005 г.), «Саломея» Р. Штрауса (Чикагская опера, США, 2006 г.); «Черевички» П. Чайковского (2009 г., Королевская опера Ковент-Гарден);
- Мюзикл «Русалочка» (Disney Theatrical Productions, театр «Лант-Фонтэнн» Бродвей, Нью-Йорк, 2007 г.)
- Балеты «Карнавал» на музыку Р. Шумана (2001 г.), «Корсар» А. Адана (2012 г.) — Новосибирский академический театр оперы и балета;
- Балеты «Бахчисарайский фонтан» Б. Асафьева (2011 г., реконструкция), «Голубая птица и принцесса Флорина» на музыку А. Адана (2014 г.), «Условно убитый» на музыку Д. Шостаковича (2015 г.), «Лебединое озеро» П. Чайковского (2015 г.), «Золушка» С. Прокофьева (2016 г.), «Жар- птица» И. Стравинского (2017 г.), «Щелкунчик» П. Чайковского (2017 г.) «Баядерка» (2018), «Шахерезада» (2019), «Раймонда» «Ярославна», — Пермский академический театр оперы и балета им. П. И. Чайковского;
- Балет «Щелкунчик» (2015 г.) — Государственный балет Берлина;
- Балеты «Жизель» (2017 г.), «Наяда и рыбак. Сюита» на музыку Ц. Пуни в редакции А. Троицкого (2017 г.) «Дон Кихот» Л.Минкуса (2019 г.) — Екатеринбургский государственный академический театр оперы и балета;
- Балет «Аэлита» на музыку Р. Глиэра (2017.) — Московский государственный академический детский музыкальный театр им. Н. И. Сац;
- Хореографические миниатюры Театр балета Леонида Якобсона «Снегурочка», «Па де катр», «Баба Яга», «Секстет», «Свадебный кортеж», «Вестрис», «Венский вальс», «Влюбленные», «Кумушки», «Подхалим», «Деревенский дон Жуан» (2018)

Неоднократно сотрудничала с российской компанией Stage Entertaintment (ледовые шоу «Три мушкетера» на музыку М. Дунаевского/ Дворец спорта «Лужники», 2012 г. и «Волшебник страны OZ»/ там же, 2013 г.), ледовое арена-шоу «Синдбад и принцесса Анна», музыка Е. Загота/ Дворец спорта «Лужники», 2015 г., мюзикл «Золушка» Р. Роджерса и О. Хаммерстайна/ театр «Россия», 2016 г.) мюзикл «Ничего не бойся, я с тобой» песни группы «Секрет»/Московский дворец молодежи 2022 г.
С 2008 г. работала над постановками Мастерской молодых хореографов Мариинского театра, в частности создавала костюмы к балетам «Предчувствие весны» (2010 г.) на музыку А. Лядова и «Завод Болеро» (2010 г.) на музыку М. Равеля (хореография Ю. Смекалова), «Полет ангелов» (2010 г.) на музыку М. Маре, Дж. Тавенера (хореография Э. Льянга), «Хореографическая игра 3x3» (2013 г.) на музыку И. П. а Пиксиса (хореография А. Пимонова), «Дивертисмент короля» (2015 г.) на музыку Ж.-Ф. Рамо, «Павловск» на музыку К. Ле Фрак (2016 г.) и «Русская увертюра» (2016 г.) на музыку С. Прокофьева (хореография М. Петрова), «Элегия. Офелия» (2016 г.) на музыку П. Чайковского (хореография К. Зверевой)

## Награды
- «Золотая Маска» за лучшую работу художника по костюмам в балете «Золушка» Прокофьева (Пермский театр оперы и балета, 2017);[2]
- «Золотая Маска» за лучшую работу художника по костюмам в балете «Бахчисарайский фонтан» Асафьева (Самарский театр оперы и балета, 2021).[3]